# Guatteria decandra
Guatteria decandra är en kirimojaväxtart som beskrevs av Hipólito Ruiz López, Pav. och George Don jr. Guatteria decandra ingår i släktet Guatteria och familjen kirimojaväxter. Inga underarter finns listade i Catalogue of Life.